# Cinepak
Cinepak es un códec de vídeo desarrollado por Peter Barret en 1991 para la empresa SuperMac Technologies. Además, fue utilizado en la primera y segunda generación de compresiones de vídeo destinadas a CD-ROM para consolas como Sega, Atari Jaguar o Sega Saturn entre otras. 

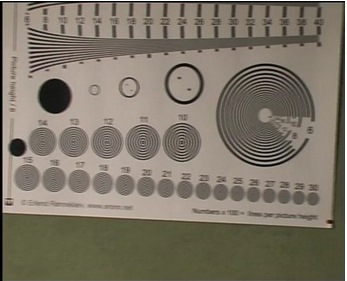
Compresión de carta de resolución con MPEG4

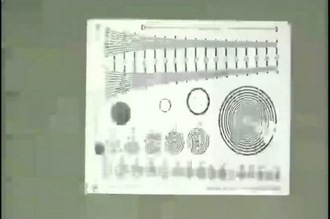
Compresión de carta de resolución con Cinepak

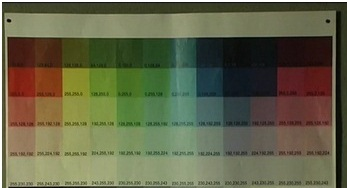
Compresión de carta de color con MPEG4

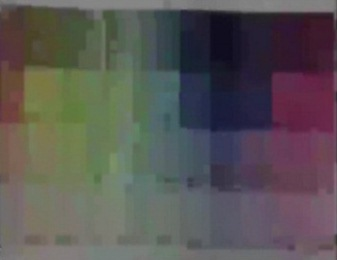
Compresión de carta de color con Cinepak

## Historia
Fue creado en 1991 e implementado por Quicktime y Microsoft video para Windows pero en poco tiempo fue sustituido por códecs como el Sorenson video,  Intel Indeo o el reciente H.264 o MPEG4. 
A pesar de su rápida creación y obsolescencia la mayoría de sistemas operativos y reproductores de vídeo continúan reconociendo y reproduciendo los vídeos comprimidos con Cinepak. Cinepak surge en una época de importantes desarrollos en el campo tecnológico e informático en el que la búsqueda de códecs como este era imprescindible para crear estándares que permitiesen la lectura y la decodificación de archivos en cualquier sistema. Así facilitaban el tráfico de información entre usuarios con diferentes equipos. 
Supermatch fue pionero en su creación y , a pesar de las grandes pérdidas de calidad que, en comparación con los códecs de video actuales continúa siendo útil y es incluido en la mayoría de programas de conversión y edición de video.

## Funcionamiento
Cinepak divide el video en key images e intra-code images. Cada imagen se divide en un número de bandas horizontales que poseen individualmente una paleta de 256 colores que se transfieren a las key images según la necesidad de cada fotograma. Cada banda se subdivide en bloques de pixeles de 4x4. El compresor utiliza el vector de cuantificación para determinar cual de las bandas de colores es la mejor elección para cada bloque. Tras este proceso codifica grupos de bloques ya sea en grupos de un byte de color o dos bytes de color más un vector de 16 bits que determina a qué pixel se aplica el color.
La velocidad de transmisión de datos puede ser controlada dentro de un estrecho rango ajustando la velocidad de fotogramas clave y de los intra-coded frames que permite, a su vez, ajustar el error en cada bloque y el bloque de ejecución. El nombre original de este códec fue CompactVideo y su identificador es “CVID”. Por último, los archivos de Cinepak tienen a ser el 70% más grandes que los comprimidos con MPEG-4 y Ogg a la misma calidad.

## Características técnicas
Cinepak está basado en un vector de cuantificación que es significativamente diferente del algoritmo de la transformada discreta del coseno (DCT en inglés) usado por numerosos codecs de video actuales ( en particular la familia de codecs MPEG y la del JPEG). Su composición permite implementarlo en CPUs de rendimiento relativamente lento ( el video codificado en Cinepak trabajara incluso con una frecuencia de 25MHz usado por consolas como la Sega CD u otros modelos como el de Motorola 68030), aun así tiende a dar resultados con artefactos de bloqueo a bajos bitrates lo que explica las críticas realizadas a videojuegos basados en FMV.

## Versiones del Cinepak
Se conocen 3 versiones del Cinepak desarrolladas hasta ahora:
16 bits Cinepak para x86
- Esta es la versión de 16 bits del Cinepak para Windows. La versión también se conoce como la 1.10.0.11 (41kb). Este codec trabaja para windows por debajo de 3.x y ofrece numerosas mejoras de rendimiento por encima de otros códecs previos a él que funcionaban con VfW.

32 bits Cinepak para x86
- Esta es la versión de 32 bits de Cinepak para Windows. La versión también se conoce como 1.10.0.11 (40kb). Este codec trabaja para Windows 95/98 y Windows NT 3.51/4.0/5.0/2000. Si se está trabajando con una tarjeta de video con aceleración en todos los clips hay que descargar un driver especializado que ofrece de forma gratuita la empresa. La versión de Cinepak de 32 bits que se incluye en Windows 95, NT, y en el programa DirectX 1 - 3 no ofrece soporte de descompresión directa.

Otras versiones
- Existen versiones adicionales para PowerPC , MIPS y para Windows NT en su versión para procesadores Alpha.

En su mayor parte no es necesario que se instalen las versiones completamente ya que según la compresión se necesitarán unas u otras y algunos sistemas operativos ya disponen de él. Es el caso de Windows y de DirectX que desde 1995 incluyen el códec cinepak; en este caso existe la opción de actualizar el programa desde la página web de la empresa.